# Экономика Белгорода
Экономика Белгорода включает в себя развитую строительную индустрию, предприятия энергетического машиностроения, металлообработки и радиоэлектроники, развитую социальную и культурную инфраструктуру. Строительство новых торговых комплексов в городе позволило улучшить структуру занятости населения, наполнило рынок города новыми необходимыми товарами и услугами, пользующимися спросом у горожан. Средняя зарплата горожан составляет 19 100 рублей (2014 г.) и увеличилась по сравнению с 2006 годом на 57 %.
С 2006 по 2008 годы объём инвестиций в основной капитал белгородских предприятий вырос в 2,5 раза, составив в 2007 году 18 миллиардов рублей, а в 2008 году — более 20 миллиардов рублей. Все инвестиции направляются в сферу строительства, приобретение и внедрение инновационных технологий в производство, а также в реконструкцию и перевооружение предприятий.
В 2014 году по количеству присутствующих на рынке международных брендов Белгород занял четвёртое место среди городов России с численностью населения 300—500 тысяч человек.
Главная стратегическая цель развития экономики и социальной сферы Белгорода — повышение качества жизни горожан. Стратегия развития Белгорода до 2025 года была утверждена решением городского Совета депутатов в 2007 году и основана на достижении двух приоритетных целей — формирование гражданского общества и повышение благосостояния белгородцев.

## Промышленность
В XIX веке основная промышленность — добыча мела, шерстомойни, переработка воска. Очень славились белгородские свечи. До середины XIX века Белгород был одним из главных центров торговли салом и напитками, содержащими алкоголь (так называемая «горилка»).
Согласно ЭСБЕ в конце XIX века в городе был 41 завод.
В 2011 году объём отгруженных товаров собственного производства, выполненных работ и услуг собственными силами по обрабатывающим производствам составил 54,1 млрд рублей.
Индустрия города представлена предприятиями химической, фармацевтической, деревообрабатывающей, легкой, пищевой промышленности, машиностроения и производства строительных материалов. Продукция более 50 белгородских предприятий востребована за рубежом.
В Белгороде действует промышленный парк «Северный» (находится в северной части города) площадью более 24 га. В парке действует девять резидентов.
В городе функционирует более 250 крупных и средних предприятий, а общее количество всех предприятий около 13000.

### Машиностроение и металлообработка

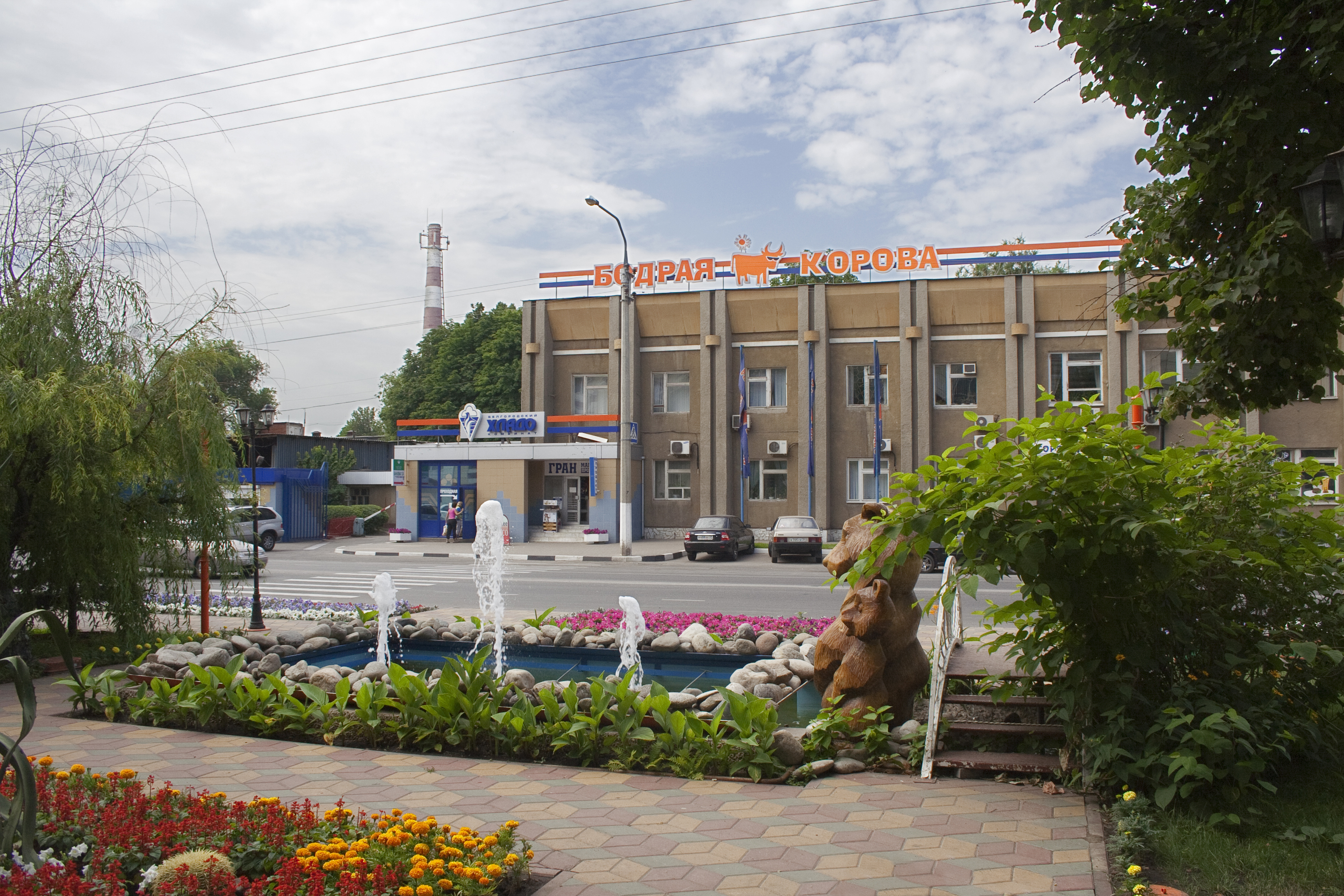
Белгородский хладокомбинат

Наиболее крупными промышленными предприятия машиностроения и металлообработки являются АО «Гормаш», ООО «Белэнергомаш - БЗЭМ», ОАО «Белгородский завод РИТМ», ООО «Белгородский механический завод», ОАО «Электромеханический завод».

### Строительные материалы
Промышленность строительных материалов города представлена ОАО «Белгородский абразивный завод», ОАО «Белгородасбестоцемент», ОАО «Белгородский цемент», ООО «Корпорация ЖБК-1», ООО «Слюдяная фабрика», ООО «ОНП-керамзит».

### Пищевая
Пищевая промышленность города характеризуется предприятиями Консервно-промышленный комплекс ОАО «КонпроК» — изготовление плодовой, овощной, мясорастительной консервации; АО «Белгородский хладокомбинат» — изготовление мороженого (бренд «Бодрая корова»); ООО «Ваш хлеб» — изготовление хлебобулочных изделий; ОАО «Белвино» — ликероводочный завод, старейший в Белгородской области.

### Лёгкая
Легкая промышленность представлена АО «Белгородская швейная фабрика» — производство одежды из хлопчатобумажных, шелковых, шерстяных тканей и трикотажных полотен, постельного белья, рабочей одежды.

## Энергетика

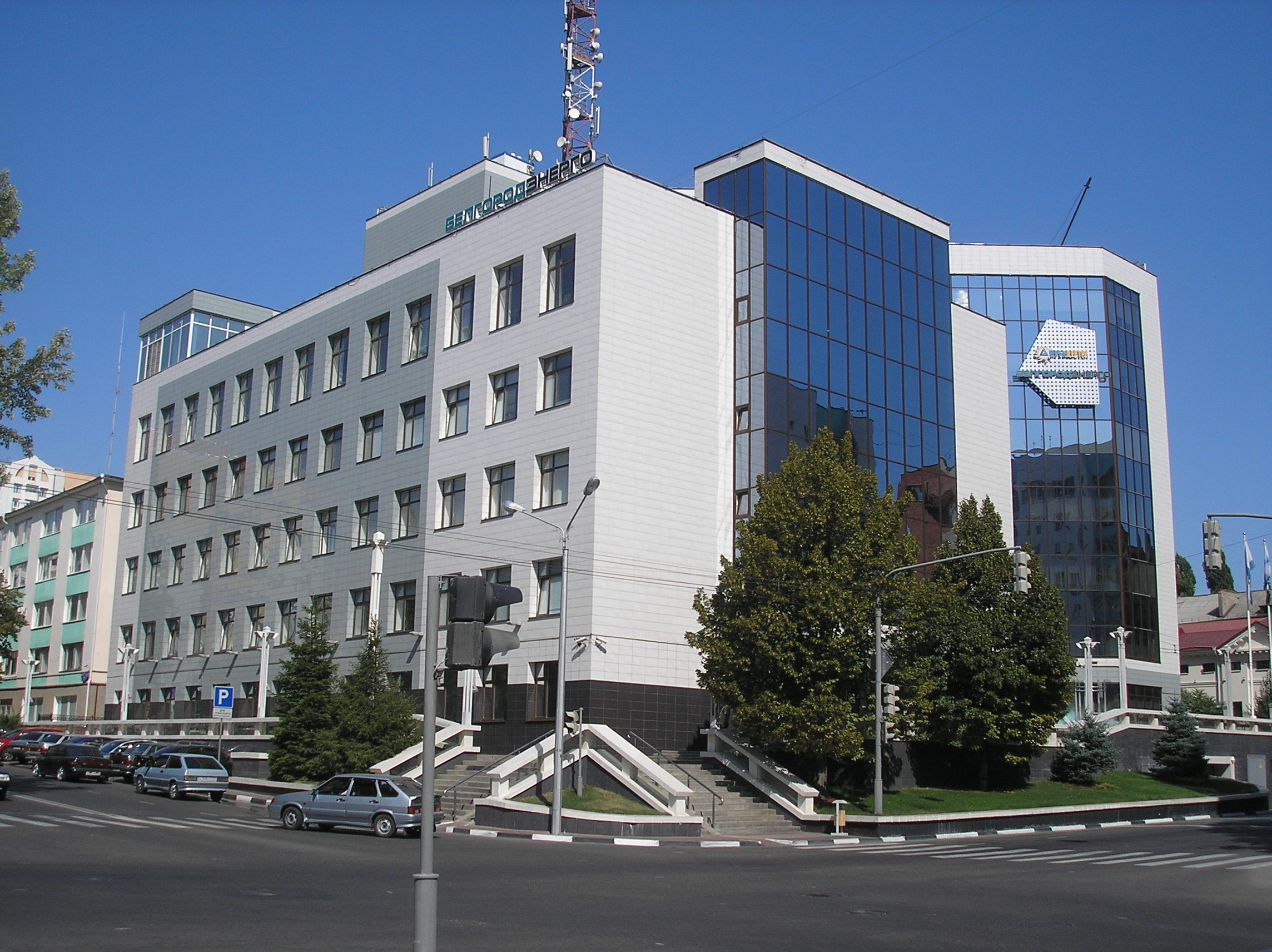
Белгородэнерго

Передачу электрической энергии на территории Белгорода, а также подключение новых потребителей к распределительным электрическим сетям компании осуществляет филиал ОАО «МРСК Центра» — «Белгородэнерго». Снабжение газом города производит ООО «Белгородрегионгаз».
В Белгороде имеются тепловые станции, обеспечивающие электрической энергией и теплом промышленные предприятия и население города, входящие в состав ОАО «Квадра»:
- Белгородская ТЭЦ,
- Белгородская ГТ-ТЭЦ,
- Белгородская ГТУ-ТЭЦ «Луч».

## Торговля
В конце XIX века в Белгороде велась торговля сельскохозяйственными животными, зерном, салом, кожами, воском, мануфактурными изделиями.
На территории города находится более 20 крупных торговых комплексов, универмагов, моллов и гипермаркетов.

Торговые центры города
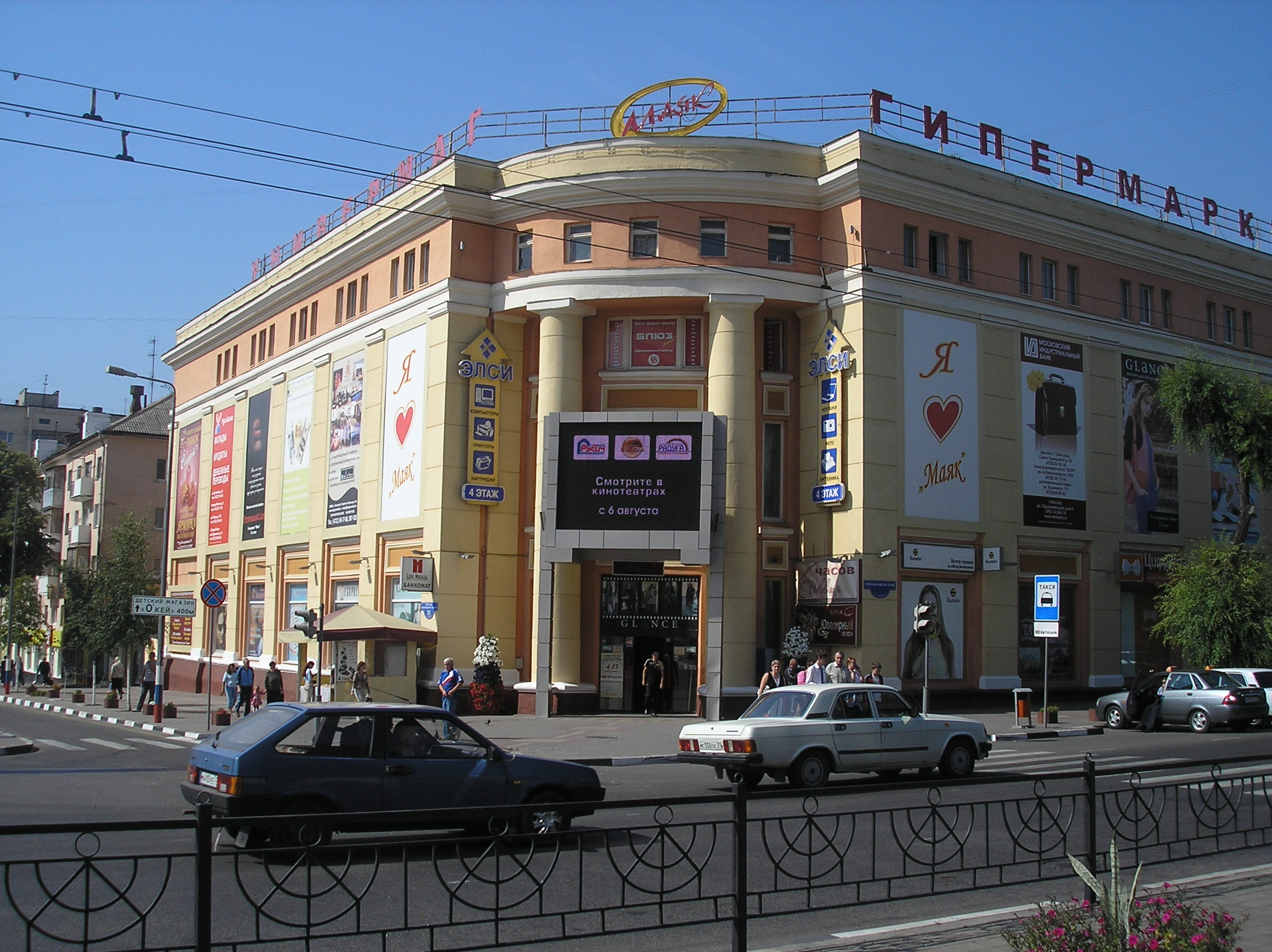
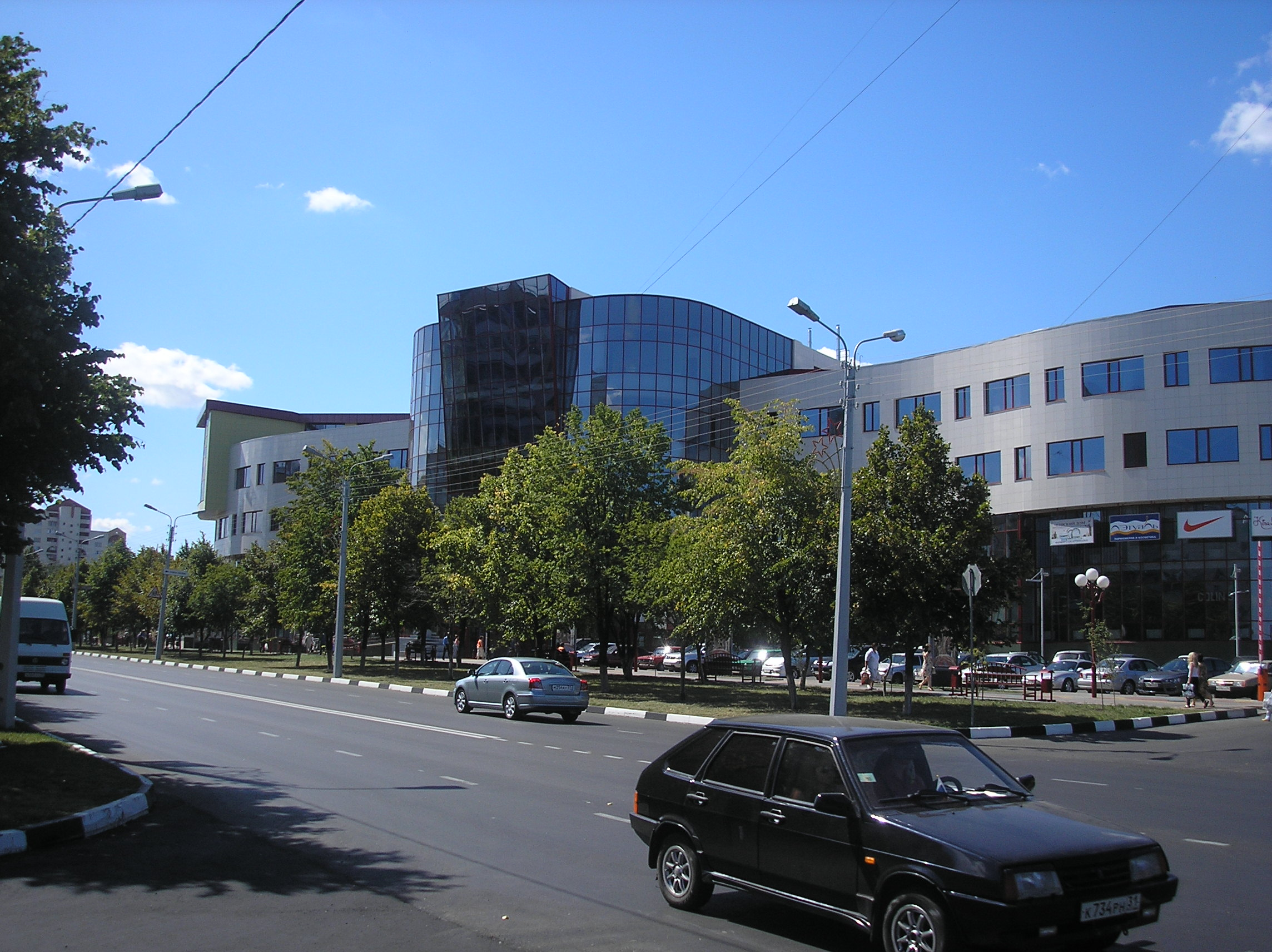
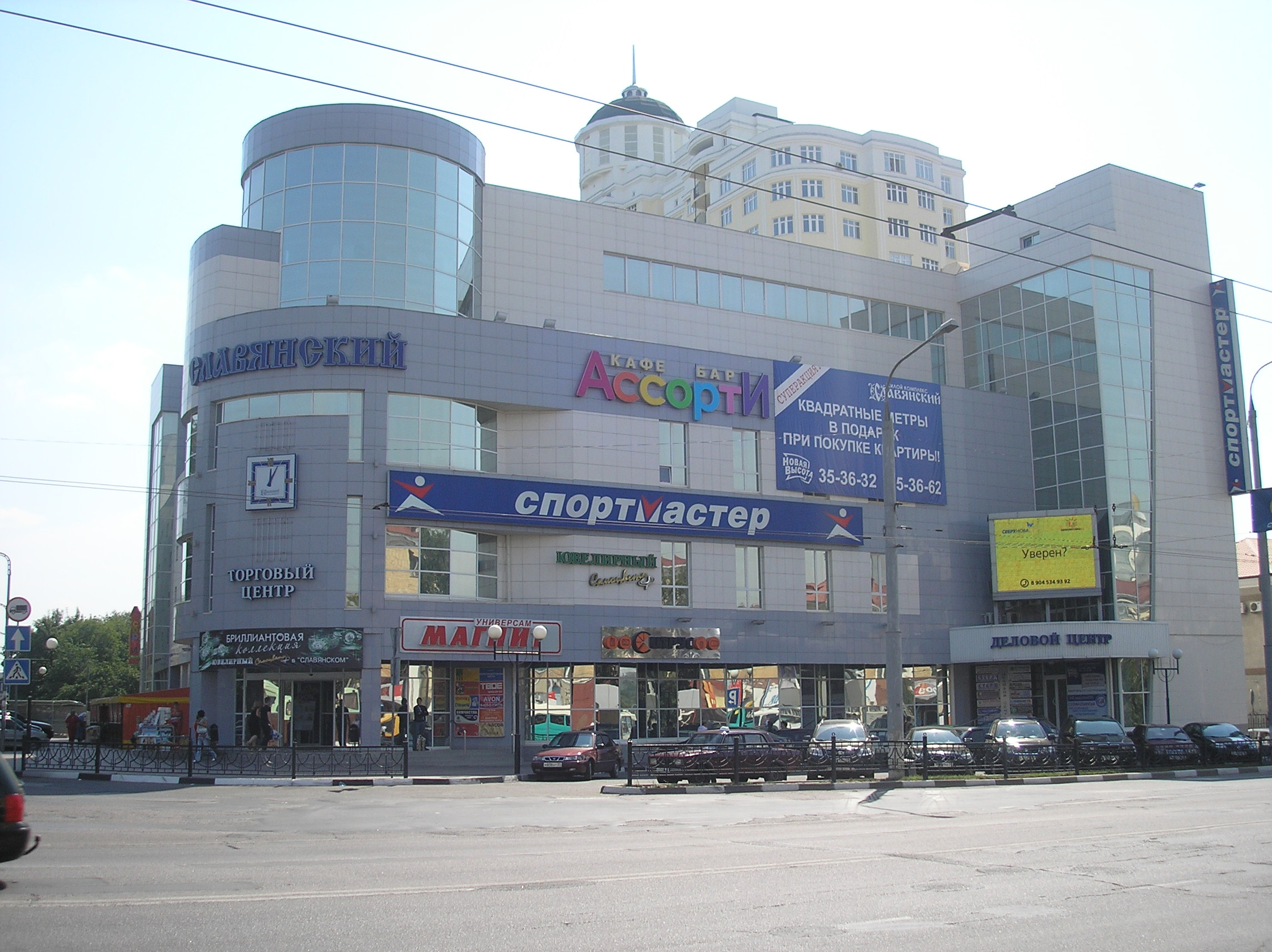
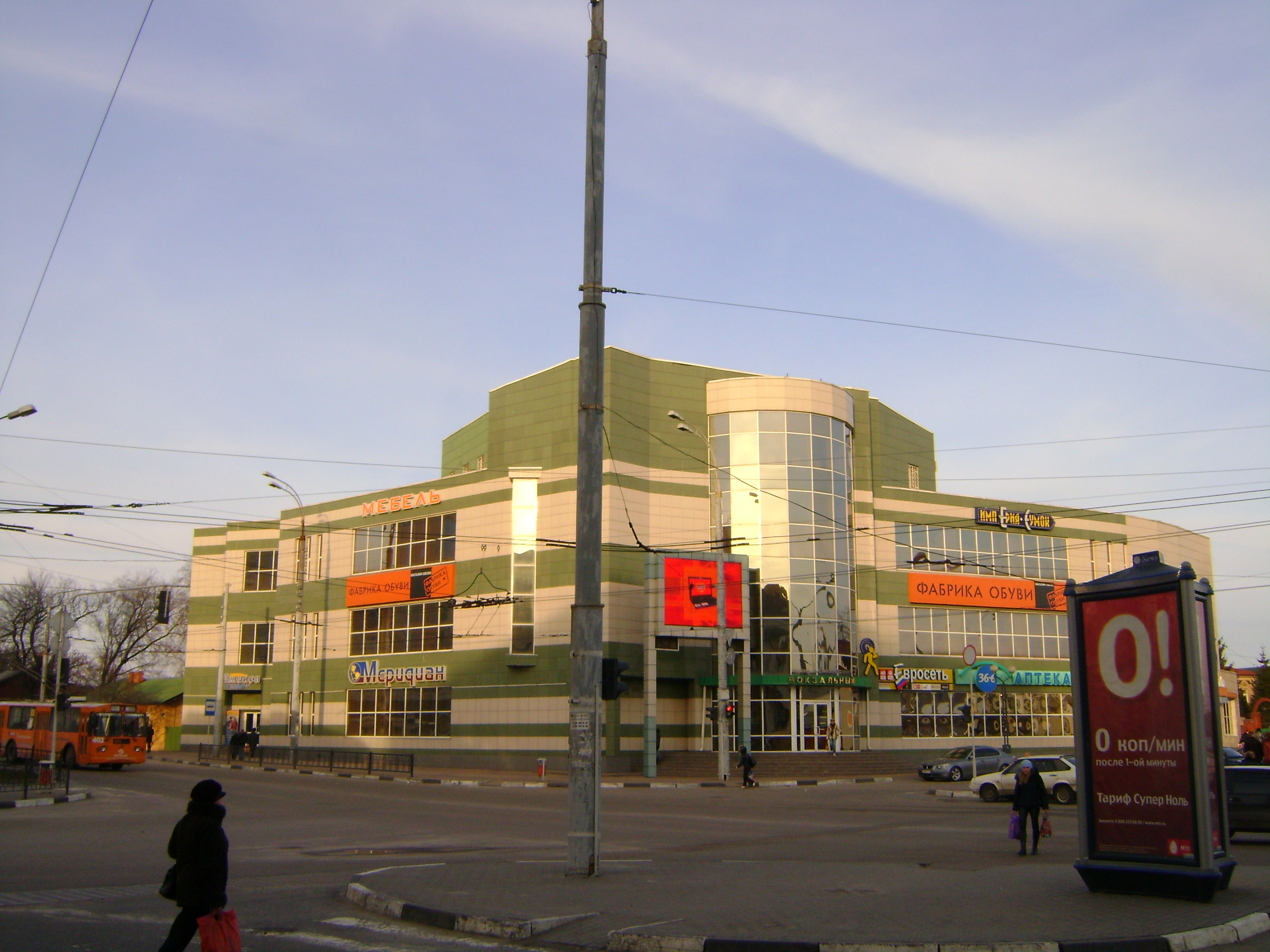

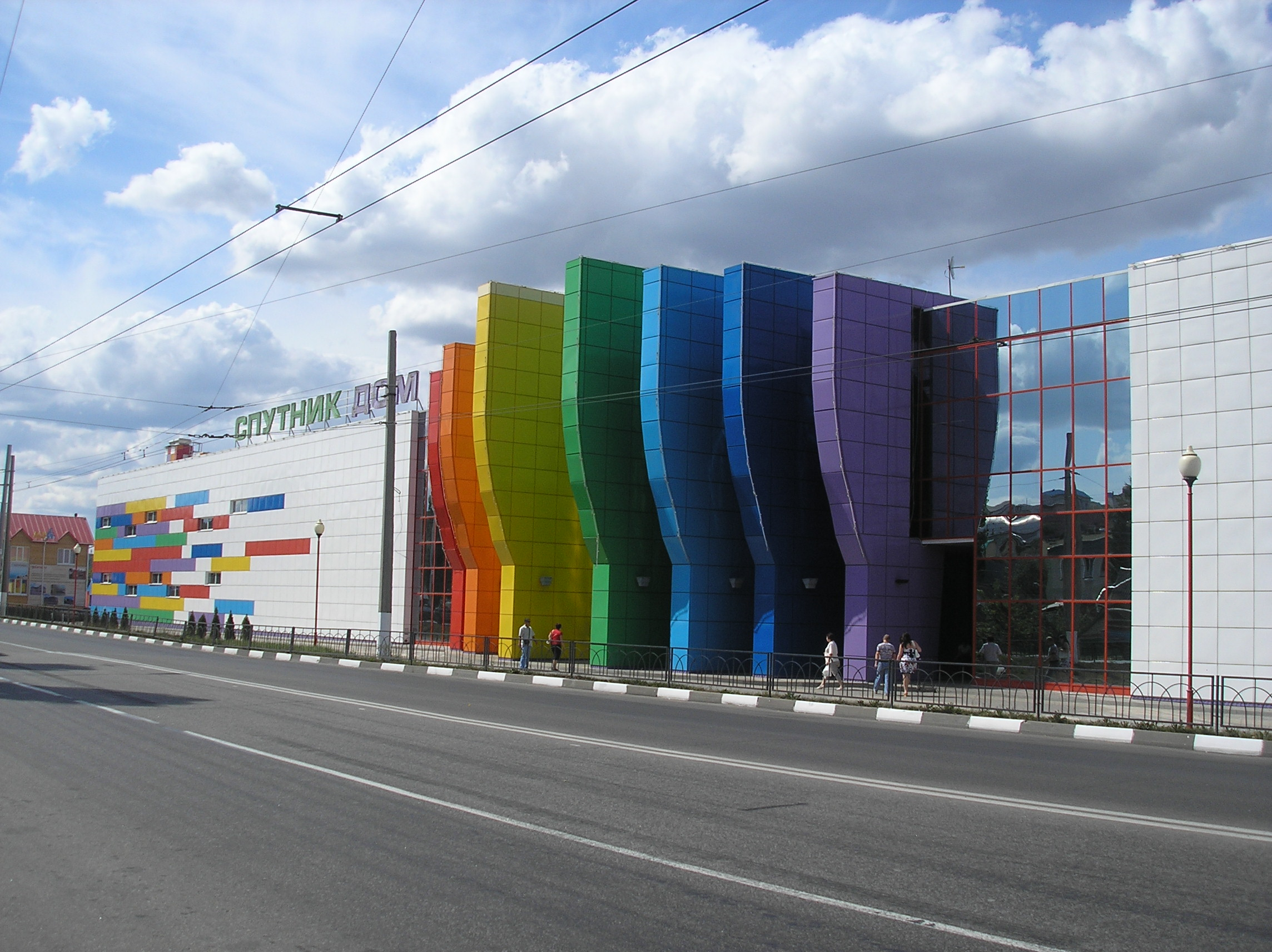
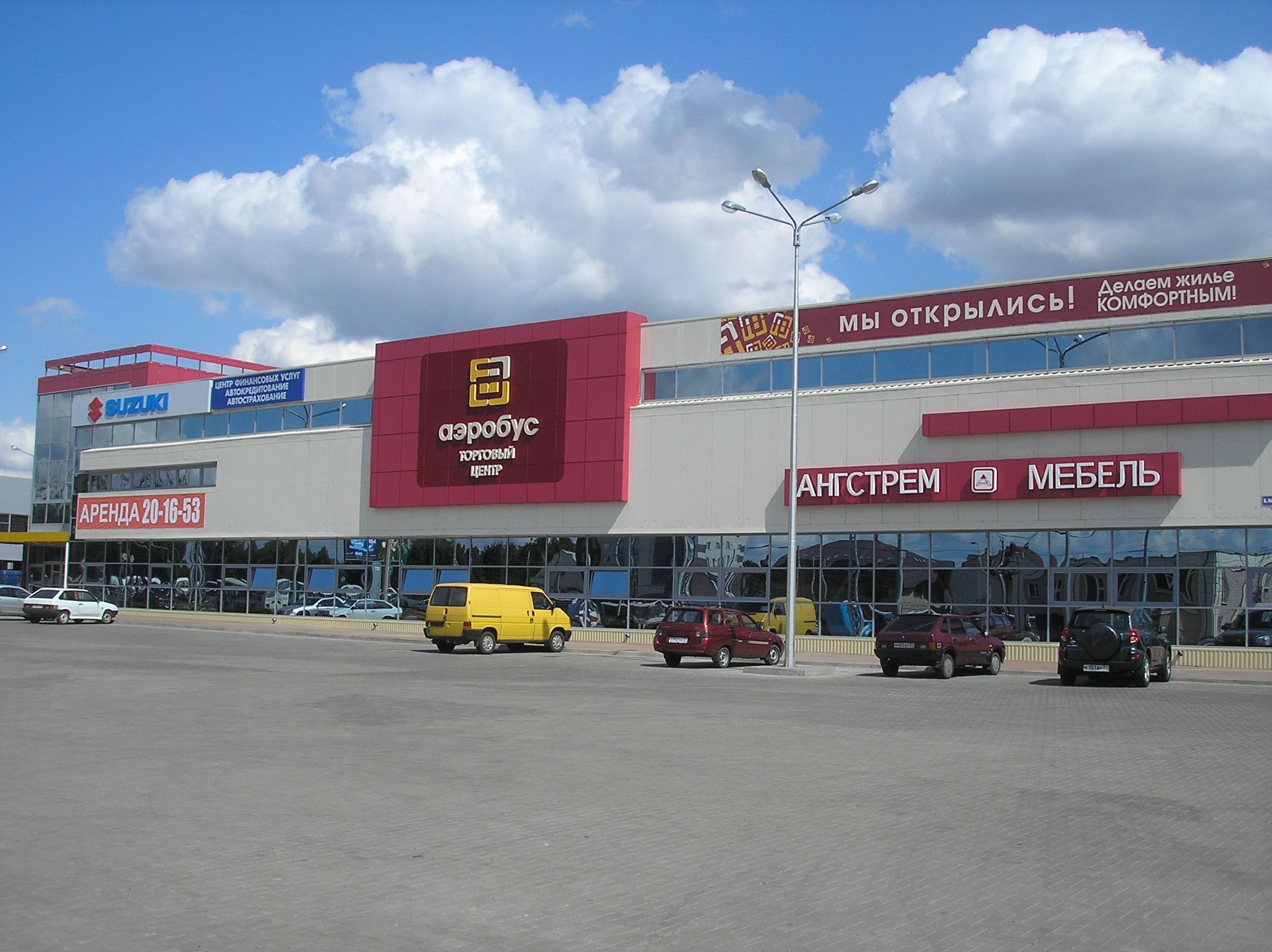
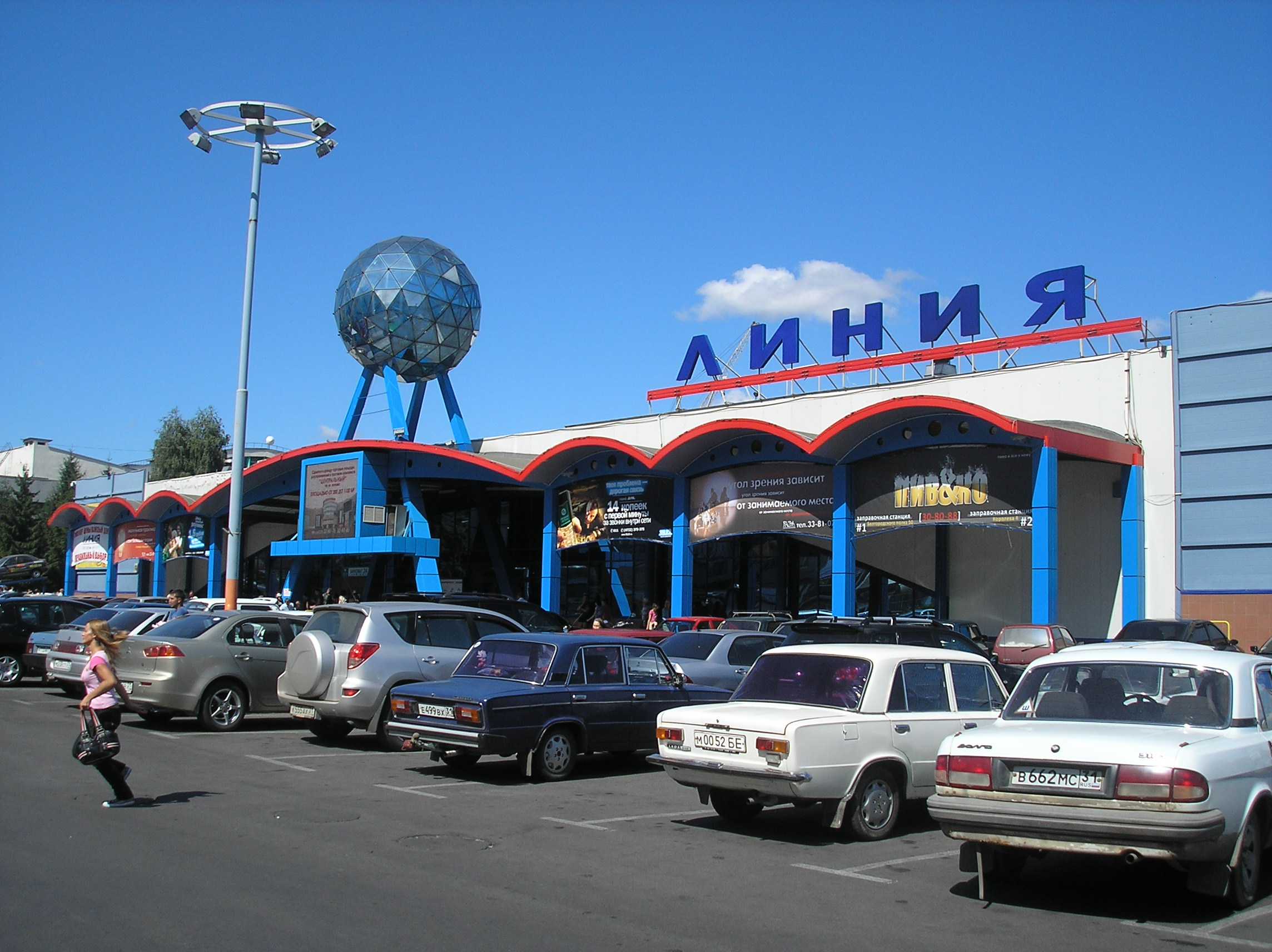
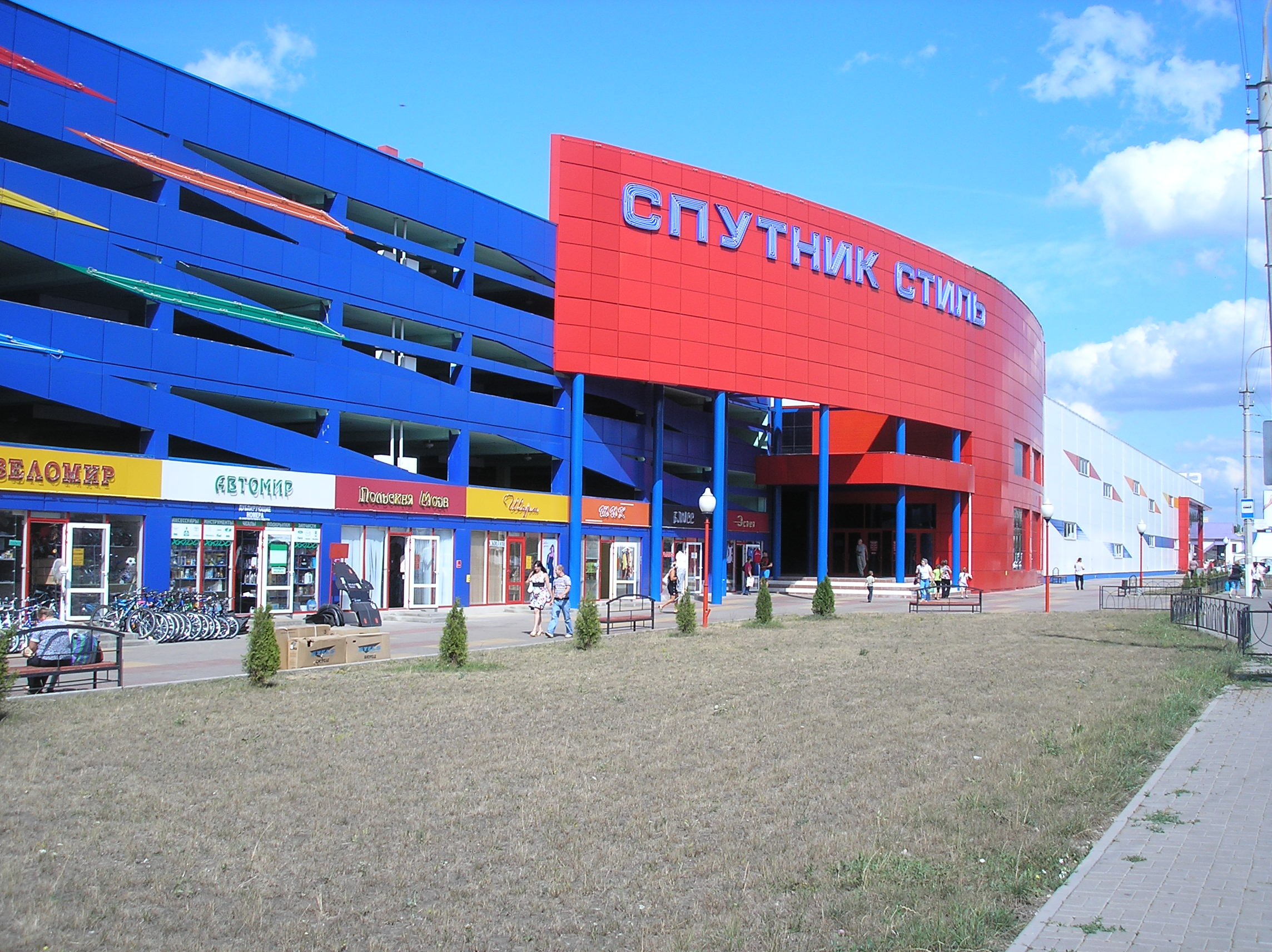

В 2010 году открылось 287 новых предприятий торговли, общественного питания и бытовых услуг. Всего в потребительской сфере города задействовано более 3000 хозяйствующих субъектов, в которых трудятся около 19 000 человек.
В городе действуют такие торговые сети как «Пятёрочка», «Магнит», «Европа», «Эльдорадо», «М-Видео», «Технопарк», «Техносила», «Стройландия». Открыты гипермаркеты «Линия», «Наш», «Карусель», «Лента», ТРЦ «Рио», МТРК «Сити Молл Белгородский», МТРК «Мега Гринн», ТЦ «Аэробус», ТРЦ «Модный Бульвар» и др. Строительные гипермаркеты «Титан Строй» и «СтройДепо». В городе 4 ресторана McDonald’s и 2 KFC.

## Предпринимательство
При главе администрации действует Совет по поддержке и развитию предпринимательства. По состоянию на 1 января 2011 года в Белгороде зарегистрировано около 26,6 тысячи субъектов малого предпринимательства, в том числе 14,4 тысячи индивидуальных предпринимателей и около 12,4 тысяч малых предприятий. В сфере малого бизнеса занято более 66 тысяч человек. Наибольшее количество субъектов малого бизнеса сосредоточено в сферах оптовой и розничной торговли, ремонта автотранспортных средств, связи, строительстве.

## Туризм
Объём туристических услуг в Белгороде в 2014 году вырос на 200 млн рублей по сравнению с прошлым 2013 годом и составил 1,2 млрд рублей. В 2013 году город посетили 147,7 тысяч туристов, в 2014-м — 184,5 тысяч. Деловой туризм в Белгороде является самым крупным сектором, занимая 37 % этой отрасли в экономике города. В 2014 году благодаря вводу в строй крупных отелей число мест в них выросло с 1 665 до 2 247. Обеспеченность гостиничными номерами в Белгороде составляет 6 номеров на 1 000 жителей.
В Белгороде действует свыше 30 гостиниц разных категорий, крупнейшие из которых —
«Aмакс Конгресс-Отель», «Белгород», «Европа Парк-Отель».
| Категория                                                                | Название гостиницы   |
| ------------------------------------------------------------------------ | -------------------- |
| 4 из 5 звёзд · 4 из 5 звёзд · 4 из 5 звёзд · 4 из 5 звёзд · 4 из 5 звёзд | Европа Парк-Отель    |
| 4 из 5 звёзд · 4 из 5 звёзд · 4 из 5 звёзд · 4 из 5 звёзд · 4 из 5 звёзд | Белый Город          |
| 4 из 5 звёзд · 4 из 5 звёзд · 4 из 5 звёзд · 4 из 5 звёзд · 4 из 5 звёзд | Aмакс Конгресс-Отель |
| 4 из 5 звёзд · 4 из 5 звёзд · 4 из 5 звёзд · 4 из 5 звёзд · 4 из 5 звёзд | Белогорье            |
| 3 из 5 звёзд · 3 из 5 звёзд · 3 из 5 звёзд · 3 из 5 звёзд · 3 из 5 звёзд | Белгород             |
| 3 из 5 звёзд · 3 из 5 звёзд · 3 из 5 звёзд · 3 из 5 звёзд · 3 из 5 звёзд | Владимирская         |

| Категория                                                                | Название гостиницы |
| ------------------------------------------------------------------------ | ------------------ |
| 3 из 5 звёзд · 3 из 5 звёзд · 3 из 5 звёзд · 3 из 5 звёзд · 3 из 5 звёзд | Милан              |
| 3 из 5 звёзд · 3 из 5 звёзд · 3 из 5 звёзд · 3 из 5 звёзд · 3 из 5 звёзд | Мир                |
| 3 из 5 звёзд · 3 из 5 звёзд · 3 из 5 звёзд · 3 из 5 звёзд · 3 из 5 звёзд | БелОтель           |
| 3 из 5 звёзд · 3 из 5 звёзд · 3 из 5 звёзд · 3 из 5 звёзд · 3 из 5 звёзд | Салют              |
| 2 из 5 звёзд · 2 из 5 звёзд · 2 из 5 звёзд · 2 из 5 звёзд · 2 из 5 звёзд | Полярная звезда    |
| 2 из 5 звёзд · 2 из 5 звёзд · 2 из 5 звёзд · 2 из 5 звёзд · 2 из 5 звёзд |                    |

Также в городе широко распространены гостиницы эконом-категории (2*) и мини-гостиницы.
Гостиница «Белгород» — современная гостиница, находится в деловом центре на Соборной площади. Имеет 91 номер.
Гостиница «Белый город» находится в центре города, выходящая фасадом на пешеходный бульвар. Имеет 37 номеров и охраняемую парковку.
Гостиница «Мир» — здание гостиницы реконструировано, гостиница располагается в строении, представляющем архитектурно-художественную общегородскую ценность. Имеет 43 номера.
Гостиница «Полярная звезда» — небольшая гостиница экономкласса. Имеет 12 номеров и автомобильную парковку.
Гостиница «Белогорье» — комфортабельный гостиничный комплекс на берегу Белгородского водохранилища, окруженный со всех сторон хвойным лесом. Имеет 37 номеров, для гостей в наличии охраняемая автомобильная стоянка, спортивный зал, массаж, банный спа-комплекс, бассейн, в летнее время действует площадка для пляжного волейбола.
При гостинице расположен ресторан «Белогорье». Гостиница является загородной резиденцией волейбольной команды «Локомотив-Белогорье».
Гостиница «Европа» — гостиница, выполненная в стиле альпийского шале, расположена в сосновом лесу. При гостинице находится ресторан «Шишка», для гостей в наличии сауна, массаж, бильярд, детская площадка.

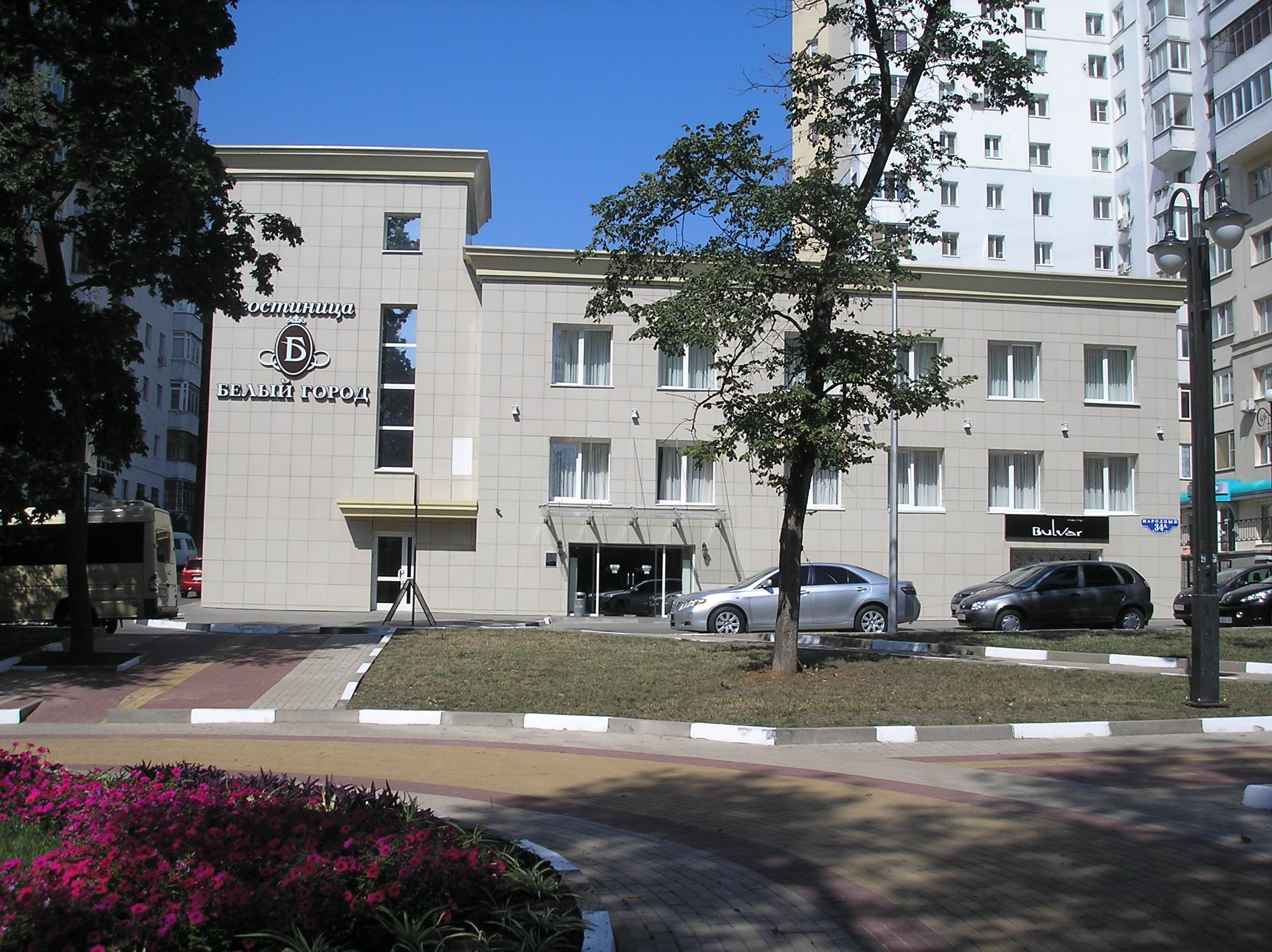
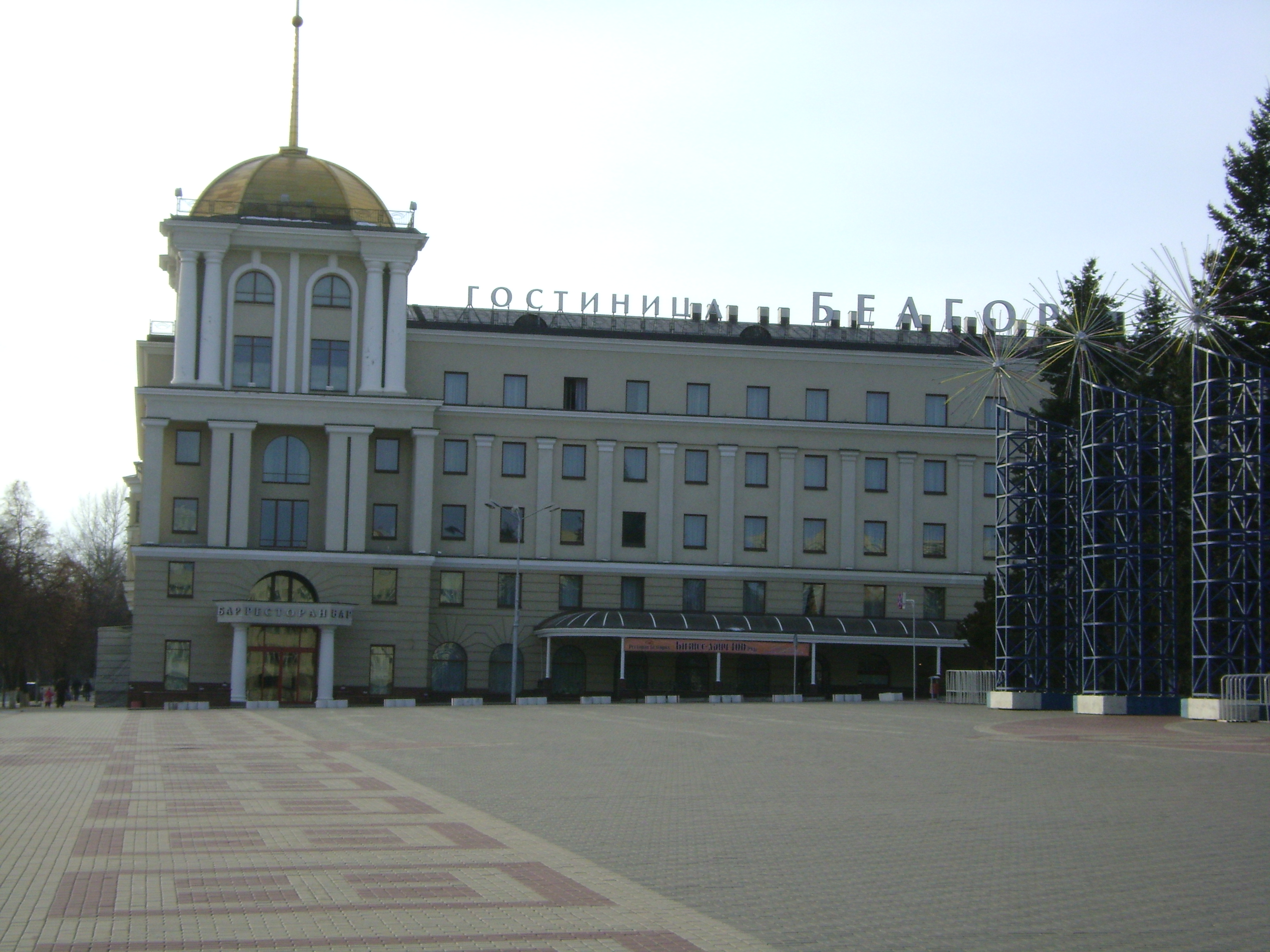
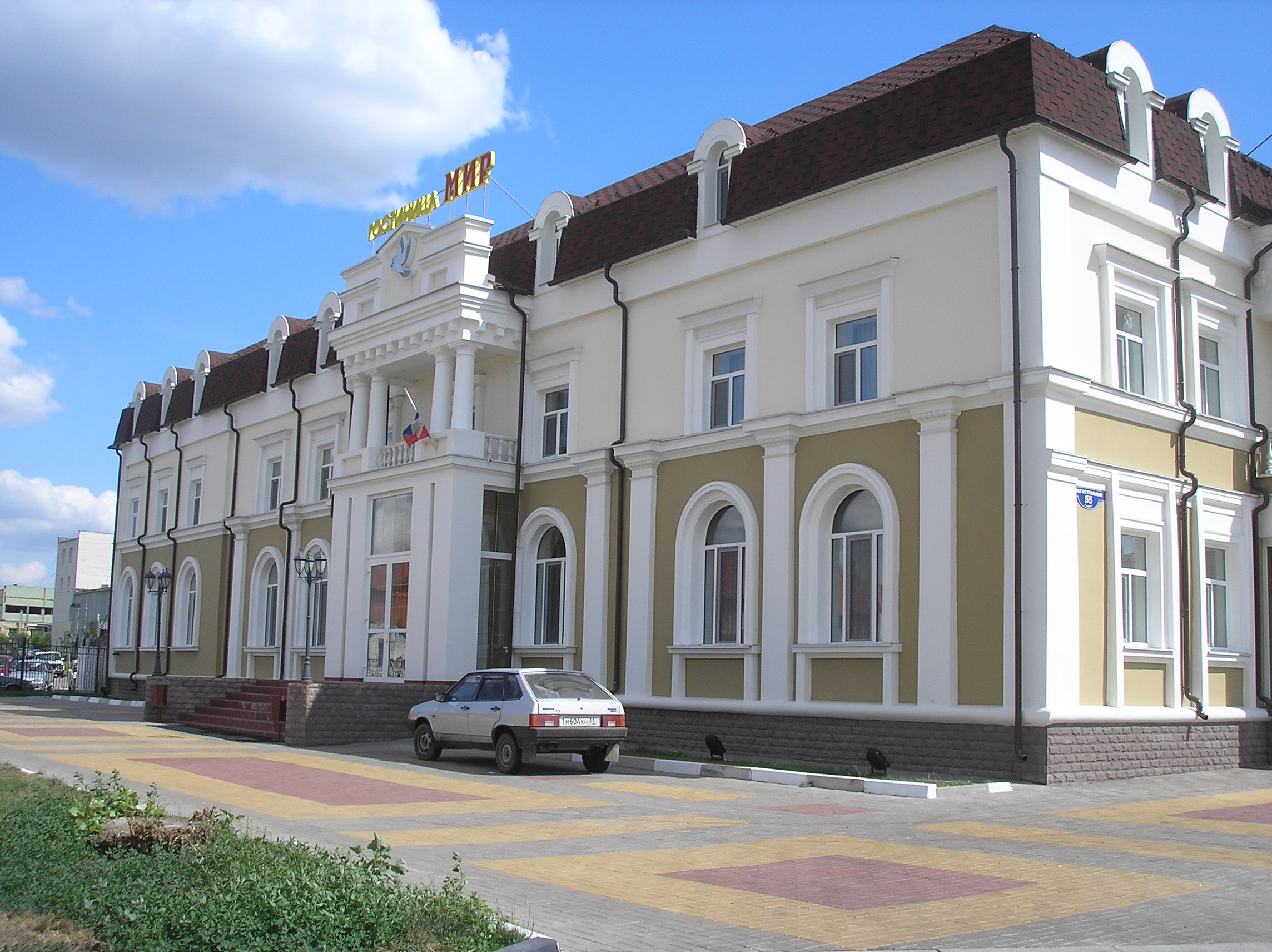

## Строительство
С начала 2000-х в городе ведется активное жилищное строительство. Благодаря активной градостроительной политике, проводимой администрацией Белгорода, выстроены тысячи квадратных метров жилья в многоэтажных домах, появились новые микрорайоны в границах улиц Есенина — Будённого — Бульвар Юности и Спортивная — 60 лет Октября. Микрорайоны повышенной комфортности — Улитка, Юго-Западный, Новосадовый, Новый.
Объём строительно-монтажных работ, выполненных в 2010 году, превысил 8,5 миллиардов рублей. В городе было введено 325,4 тысячи м² жилья. Кроме того, за этот период построены индивидуальные жилые дома общей площадью 162,6 тысячи м².
За 2014 год в Белгороде было введено в эксплуатацию 250 тыс. м² жилья, что выше прошлогоднего показателя – в среднем на 40 тыс. м², или 16 %. При этом более четверти от всего построенного жилья – 55 тыс. м² приходится на индивидуальное жилищное строительство.